# Claus Paal
Claus Paal (* 8. März 1967 in Waiblingen) ist ein deutscher Unternehmer und Politiker (CDU). Von 2011 bis 2021 war er Mitglied des Landtags von Baden-Württemberg.

## Biografie
Claus Paal legte 1986 sein Abitur am Remstal-Gymnasium Weinstadt ab und leistete seinen Grundwehrdienst von 1986 bis 1987 als Horchfunker am Standort Donauwörth. Von 1987 bis 1993 absolvierte er ein Maschinenbau-Studium an der Universität Karlsruhe, das er als Diplom-Ingenieur abschloss. Paal ist verheiratet, evangelischer Konfession und lebt mit seiner Frau Jutta in Weinstadt im Remstal.

## Karriere als Unternehmer
1993 übernahm Claus Paal das Unternehmen seines Vaters – die 1965 gegründete PAAL Verpackungsmaschinen GmbH. 2008 wurde die PAAL Verpackungsmaschinen GmbH an die Robert Bosch GmbH veräußert und zum 1. Februar 2011 in Bosch Packaging Systems GmbH umbenannt. Ende 2010 zog sich Claus Paal aus dem Unternehmen zurück. Heute ist er Geschäftsführender Gesellschafter der Unternehmensberatung Claus Paal GmbH. Zudem ist er Geschäftsführender Gesellschafter der A + V Automation und Verpackungstechnik GmbH.

## Politische Laufbahn
Claus Paal ist seit 2004 aktives Mitglied der CDU Baden-Württemberg. Von 2005 bis 2009 war er Mitglied der Regionalversammlung der Region Stuttgart und dort für die CDU im Wirtschaftsausschuss sowie Stellvertreter im Planungsausschuss. Er wurde am 13. März 2010 als Kandidat des Wahlkreises Schorndorf für die Landtagswahl 2011 nominiert. Bei der Wahl am 27. März 2011 errang Paal das Direktmandat für den Landtagswahlkreis Schorndorf. Bei der Landtagswahl 2016 erhielt er ein Zweitmandat.
Er war von 2011 bis 2016 Sprecher für Industrie und Handel in der CDU-Landtagsfraktion, von 2016 bis 2021 deren wirtschaftspolitischer Sprecher.
Von 2018 bis 2021 war er zudem Vorsitzender der wirtschaftspolitischen Sprecher von CDU/CSU aus Bund und Ländern. 
Von 2015 bis 2019 war er Schatzmeister der CDU Baden-Württemberg.
Bei der Landtagswahl 2021 kandidierte er nicht erneut.

## Mitgliedschaften und ehrenamtliches Engagement
Seit dem 1. Juli 2023 ist Paal Vorsitzender der IHK Region Stuttgart, nachdem er zuvor Vizepräsident war. Außerdem ist er Präsident der zugehörigen Bezirkskammer Rems-Murr. Von 2009 bis 2014 war er Vorsitzender des Aufsichtsrats der Wirtschaftsförderung Region Stuttgart GmbH. Er ist Mitbegründer des Packaging Excellence Center (PEC), des Kompetenzzentrums für Verpackungs- und Automatisierungstechnik in Waiblingen. Paal ist Mitglied der Initiative Sicherer Landkreis Rems-Murr e. V. Er war CDU-Sprecher des VfB-Stuttgart-Fanclubs im Landtag.
Paal ist Beiratsmitglied der Forscherfabrik Schorndorf und deren Ideengeber.